# Merwilla
Genre
Merwilla est un genre de plantes à fleurs de la famille des Asparagaceae, sous-famille des Scilloideae (également traités comme de la famille des Hyacinthaceae). Il est distribué en Afrique du Sud, du Zimbabwe, de l'Afrique du Sud. Ce genre est nommé d'après le botaniste Frederick Ziervogel Van der Merwe (1894-1968), qui a travaillé sur ce groupe.

## Description
Les espèces de Merwilla se developpent à partir d'assez gros bulbes, dont la partie supérieure est généralement au-dessus du sol. Les bulbes vont du jaune clair au gris clair. Ces plantes ont des feuilles assez larges. Les fleurs sont en grappe dans un racème. Chaque fleur a six tépales bleue, formant une d'étoile. Les étamines ont des filaments blancs qui sont soudés à la base et de petites anthères. Les graines sont oblongues de couleur brunâtre, lorsqu'elles sont sèches, plus pâle lorsqu'elles sont fraîches. La couleur des graines distingue Merwilla des genres apparentés, qui ont des graines noir-brillant ou brun foncé.

## La systématique
Le genre Merwilla a été créé par Franz Speta en 1998, pour certaines espèces, précédemment inclus dans le genre Scilla. Le genre est placé dans la tribu Hyacintheae (ou dans la sous-famille Hyacinthoideae par ceux qui utilisent la famille des Hyacinthaceae).

### Espèces
En janvier 2018 le KEW dans son "World Checklist of Selected Plant Families" reconnaissait ces espèces. Toutes les trois étaient autrefois classées dans le genre Scilla.
- Merwilla dracomontana (Hilliard & B.L.Burtt) Speta
- Merwilla lazulina (Wild) Speta
- Merwilla plombea (Lindl.) Speta